# Adler (Sotschi)
Adler (russisch Адлер) ist ein Ort an der russischen Schwarzmeerküste, an den westlichen Ausläufern des Kaukasus unmittelbar an der Grenze zu Georgien bzw. Abchasien. Verwaltungstechnisch gehört Adler seit 1961 zum Stadtkreis Sotschi und bildet mit dem umliegenden Gebiet einen seiner vier Rajons (Adlerski rajon). Die Einwohnerzahl des Rajons stieg nach etwa 2010 stark auf knapp 150.000, davon über zwei Drittel im Stadtgebiet (Stand 2018).

## Geschichte

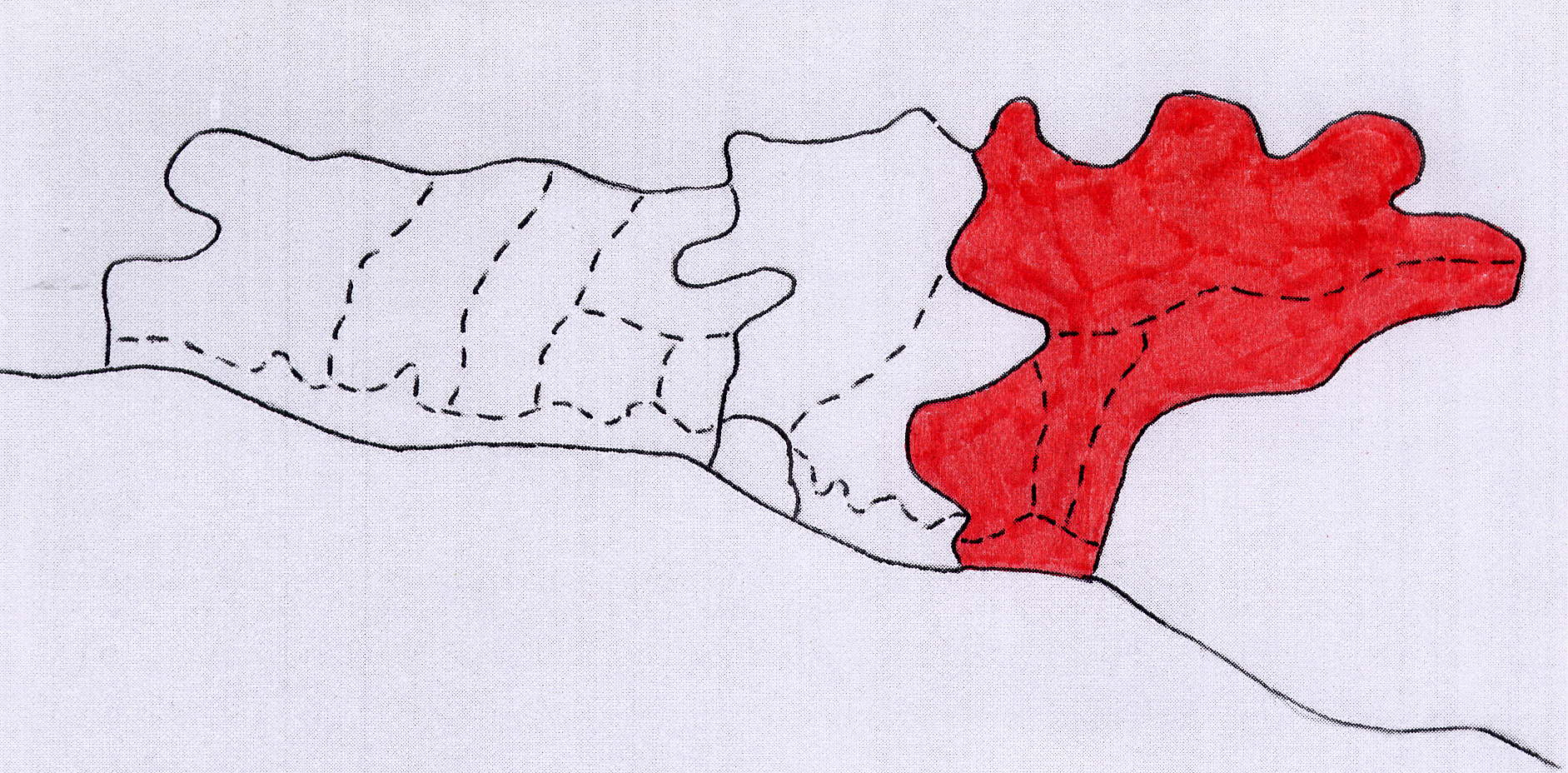
Adler-Rajon im Stadtkreis Sotschi

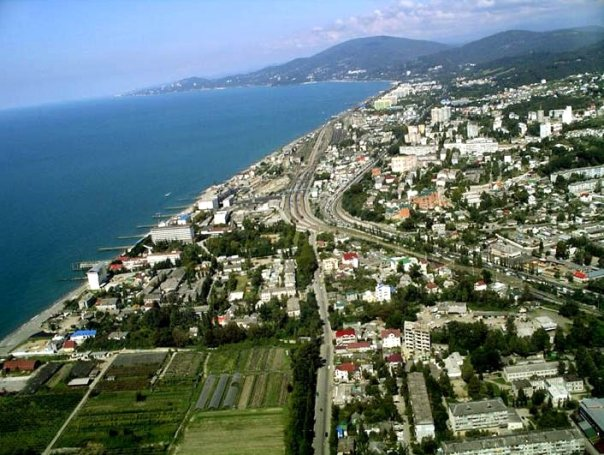
Adler aus der Vogelperspektive, 2008

Das Russische Kaiserreich gründete am 18. Juni 1837 eine Festung mit dem Namen (Krepost) Swjatowo Ducha, übersetzt (Festung) des Heiligen Geistes. Die Gegend war jedoch bereits lange vor der Ankunft der Russen besiedelt. Während des Mittelalters lag hier Liesh, ein von Sadz-Abchasen bewohntes Dorf. Im 13. Jahrhundert richteten Genueser Kaufleute eine Fabrikationsstätte ein, die als Layso bekannt wurde. Zu dieser Zeit wurde das Hinterland von den Sadz-Prinzen von Aredba kontrolliert; innerhalb der heutigen Kreisgrenzen lag einer ihrer Hauptsitze. Der Name, den die Stadt heute führt, stammt aus der Zeit des Osmanischen Reiches, als der Ort Artlar oder Artı genannt wurde.

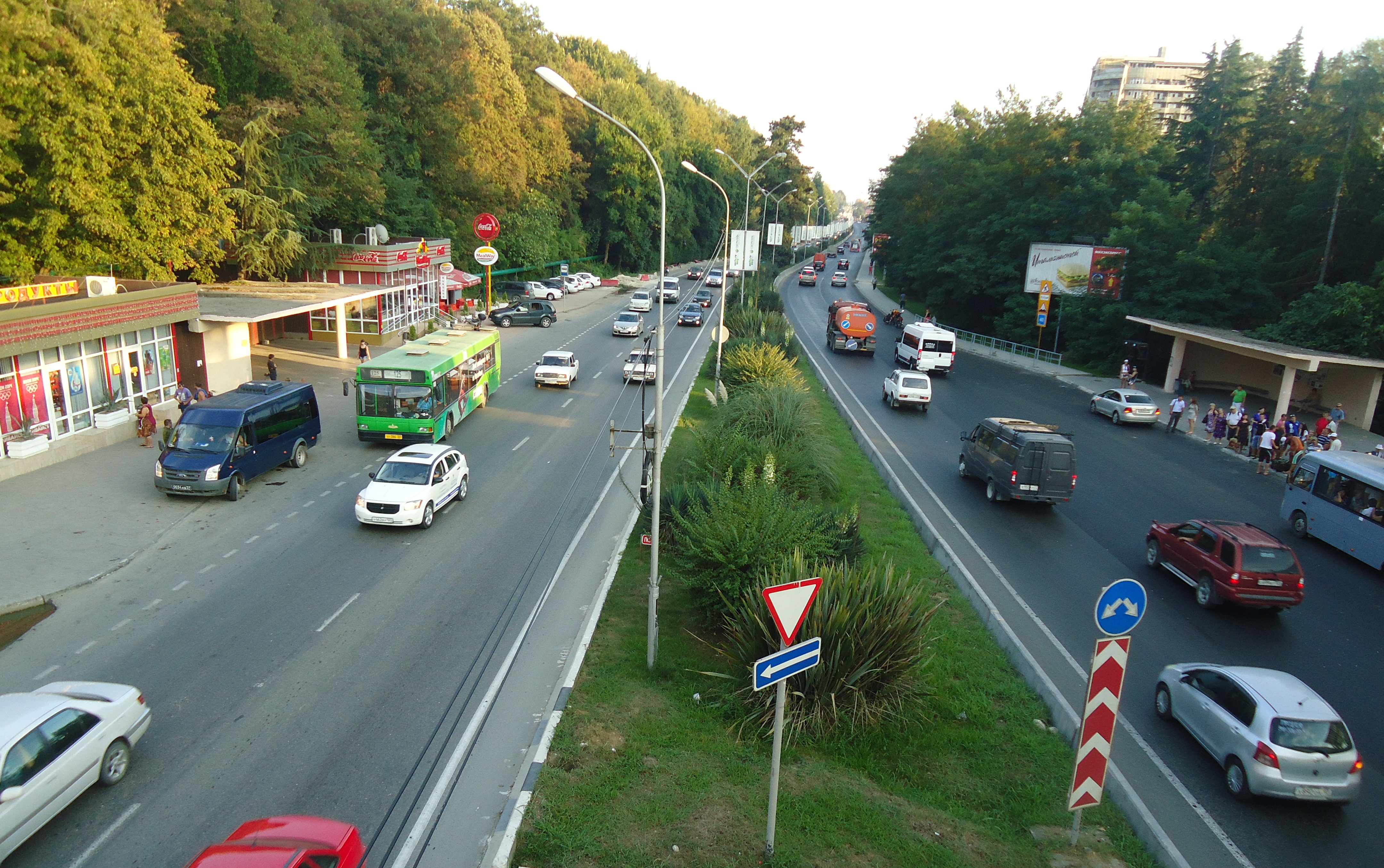
Uliza Lenina, zentrale Verkehrsstraße in Adler

Eine erste Siedlung mit diesem Namen wurde im Jahre 1869 an der Stelle des Kaps „Adler“ gegründet. Aus dieser Ansiedlung entwickelte sich bis zum Jahr 1915 eine größere Siedlung mit einer Zollstation, Agenturen verschiedener Dampfschifffahrtsgesellschaften und über 100 Geschäften. Das milde Klima, die hügelige Landschaft mit subtropischer Vegetation sowie Vorkommen von Heilschlämmen sorgten dafür, dass Adler sich zu Sowjetzeiten als Kurort entwickelte. 1934 erhielt der Ort den Status einer Siedlung städtischen Typs.
1961 wurde der Rajon Adler in den Stadtbezirk des etwa 30 km weiter nördlich gelegenen Sotschi eingemeindet. Zu diesem Zeitpunkt hatte es etwa 20.000 Einwohner (1959: 19.658).

### Olympische Winterspiele 2014
Adler war der Hauptort für die Olympischen Winterspiele 2014. In kurzer Zeit wurden auf einem meernahen Rondell das Olympiastadion und vier weitere Hallen für die Eissportwettbewerbe und die Eröffnungs- und Schlussfeiern neu errichtet. Dazu kamen umfangreiche Umbauten und Erweiterungen der Verkehrsführung sowie neue Wohnkomplexe, die Adler in weiten Teilen ein neues Gesicht gaben.

## Verkehr

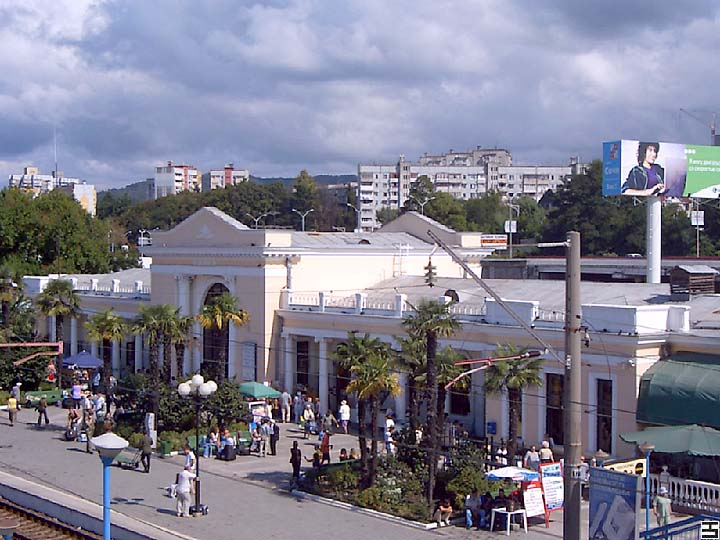
Bahnhof Adler

In Adler befindet sich auch der internationale Flughafen Sotschi. Zwischen Adler und Berlin gab es in den Sommermonaten bis Dezember 2013 wöchentlich eine direkte Kurswagenverbindung.